# Дергачівський район (Саратовська область)
Дергачівський район (рос. Дергачёвский район) — муніципальне утворення в Саратовській області. Адміністративний центр району — смт Дергачі. Населення району — 19 848 осіб.

## Географія
Район розташований у східній частині області на Сиртовій рівнині в басейні річки Алтата (притока Великого Узеня). Це найбільший за площею адміністративний район області.

## Історія
Район утворений 23 липня 1928 року в складі Пугачевського округу Нижньо-Волзького краю. До його складу увійшла територія колишньої Дергачівської волості Новоузенського повіту Саратовської губернії.
З 1934 року район в складі Саратовського краю, з 1936 року — в складі Саратовської області.

## Адміністративний поділ
1. Верхазовське сільське поселення
2. Східне сільське поселення — адміністративний центр селище Східне, селища: Хорольське та Цементне.
3. Дем'яське сільське поселення
4. Дергачівське міське поселення — адміністративний центр смт Дергачі.
5. Жадовське сільське поселення
6. Зерновське сільське поселення — адміністративний центр селище Зернове, селища: Іллінка та Чабанське, село Золотуха.
7. Камишевське сільське поселення
8. Мирне сільське поселення
9. Октябрське сільське поселення — адміністративний центр селище Жовтневе, селища: Красноозерне, Степове та Уфімовське, села: Червона Річка та Новозізевка;
10. Орошаєме сільське поселення
11. Петропавлівське сільське поселення
12. Сафаровське сільське поселення
13. Радянське сільське поселення

## Економіка
Основа економіки — сільське господарство, виробляються зернові, м'ясо, молоко, продукція птахівництва.
Промислові підприємства пов'язані з переробкою сільськогосподарської сировини. За 40 кілометрів на північ від селища Дергачі було відкрито перше в області родовище газу (1906).